# Fierrabras
Ne doit pas être confondu avec Fierabras.
Fierrabras (D 796) est un opéra héroïco-romantique en trois actes de Franz Schubert, composé en 1823 sur un livret de Josef Kupelwieser. Il a été créé en version de concert partielle à Vienne en 1835, et sur scène à Karlsruhe le 9 février 1897 sous la direction de Felix Mottl,.